# Baron Herbert of Chirbury
Baron Herbert of Chirbury, of Chirbury in the County of Shrewsbury, ist ein erblicher britischer Adelstitel, der nunmehr als nachgeordneter Titel vom jeweiligen Earl of Powis getragen wird. Der Titel wurde insgesamt fünfmal verliehen. Der Name der Baronie bezieht sich auf das Dorf Chirbury (Cherbury) in Shropshire an der Grenze zu Wales.

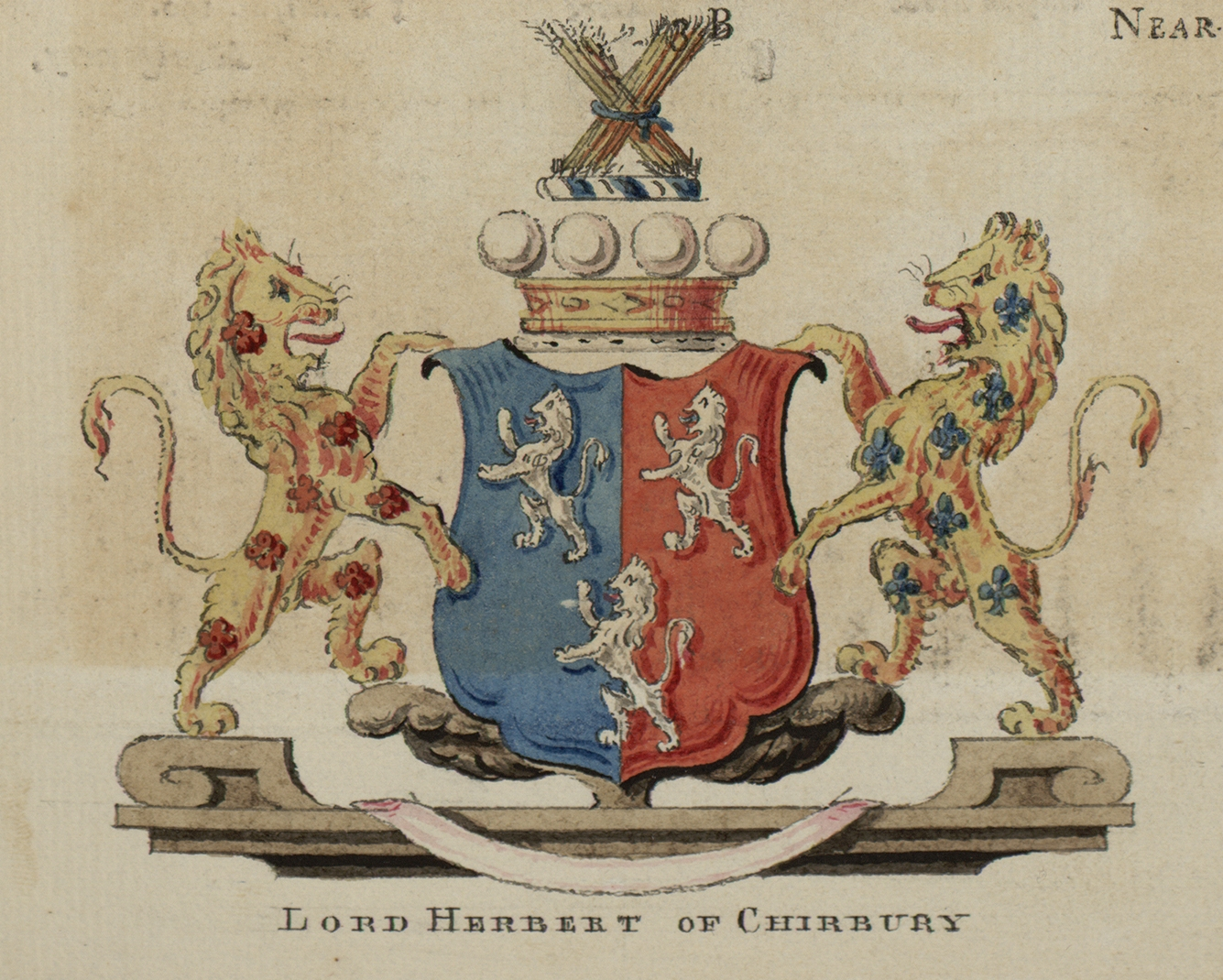
Wappen der Barone Herbert of Chirbury

## Verleihungen
Die erste Verleihung erfolgte 1629 in der Peerage of England an den anglo-walisischen Diplomaten Edward Herbert, der aus der bekannten Familie Herbert stammte. Er wurde vor allem aber als Religionsphilosoph berühmt. Die Baronie erlosch 1691, als der vierte Baron ohne männlichen Erben starb.
1694, also drei Jahre später, wurde die Baronie Herbert of Chirbury für Henry Herbert, einen Cousin des letzten Barons der vorigen Verleihung, erneut in der Peerage of England geschaffen. Dieser war viele Jahre Abgeordneter im House of Commons gewesen. Mit dem Tod von dessen Sohn und Nachfolger 1738 erlosch der Titel erneut. 
1743 wurde die Baronie, nun in der Peerage of Great Britain, zum dritten Mal verliehen, diesmal an einen anderen Henry Herbert, der sowohl ein entfernter Cousin der bisherigen Barone als auch ein Nachkomme des zweiten Titelträgers Richard Herbert war. Dieser wurde 1749 außerdem, ebenfalls in der Peerage of Great Britain, zum Baron Herbert of Chirbury and of Ludlow ernannt. Dieser Titel war mit einer besonderen Nachfolgeregelung zugunsten eines entfernteren Verwandten versehen. Er hatte ebenfalls über mehrere Jahrzehnte verschiedene politische Ämter inne. Beide Titel erloschen 1801 mit dem Tode des zweiten Barons. 
1804 wurde der Titel schließlich zum fünften Mal, nun in der Peerage of the United Kingdom, verliehen, nun an Edward Clive. Dieser war von 1798 bis 1803 Gouverneur von Madras gewesen. Dessen Nachkommen führen den Titel bis heute.

## Weitere Titel
Für den ersten Baron der ersten Verleihung war bereits 1624 der Titel Baron Herbert of Castle Island, in the County of Kerry, in der Peerage of Ireland geschaffen worden. Benannt war diese Baronie nach der irischen Kleinstadt Castleisland im County Kerry. Durch seine (entfernt verwandte) Frau Mary Herbert of St. Julians besaß Edward Herbert Ländereien in Irland. Der Titel erlosch mit der Baronie Herbert of Chirbury 1691.
Der ersten Baron der dritten Verleihung wurde 1748 zum Earl of Powis erhoben und führte die Baronie danach als nachgeordneten Titel. Beide Titel erloschen beim Tod seines Sohnes, des 2. Earls, 1801.
Der erste Baron der fünften Verleihung wurde zusammen mit der Baronie auch der Titel Earl of Powis verliehen. Baronie war dadurch erneut ein nachgeordneter Titel des jeweiligen Earls. Der Baron hatte bereits 1774 von seinem Vater Robert Clive die Würde eines Baron Clive, of Plassey in the County of Clare, geerbt, die zur Peerage of Ireland gehört. Da dieser irische Titel nicht mit einem automatischen Sitz im House of Lords verbunden war, wurde ihm 1794 der Titel Baron Clive, of Walcot in the County of Shropshire, verliehen, der zur Peerage of Great Britain gehört.

## Liste der Barone Herbert of Chirbury

### Barone Herbert of Chirbury, erste Verleihung (1629)
- Edward Herbert, 1. Baron Herbert of Cherbury, 1. Baron Herbert of Castle Island (1583–1648)
- Richard Herbert, 2. Baron Herbert of Chirbury, 2. Baron Herbert of Castle Island (um 1604–1655)
- Edward Herbert, 3. Baron Herbert of Chirbury, 3. Baron Herbert of Castle Island (1633–1678)
- Henry Herbert, 4. Baron Herbert of Chirbury, 4. Baron Herbert of Castle Island (m 1640–1691)

### Barone Herbert of Chirbury, zweite Verleihung (1694)
- Henry Herbert, 1. Baron Herbert of Chirbury (1654–1709)
- Henry Herbert, 2. Baron Herbert of Chirbury (nach 1678–1738)

### Barone Herbert of Chirbury, dritte und vierte Verleihung  (1743 und 1749)
- Henry Herbert, 1. Earl of Powis, 1. Baron Herbert of Chirbury (1703–1772)
- George Herbert, 2. Earl of Powis, 2. Baron Herbert of Chirbury (1755–1801)

### Barone Herbert of Chirbury, fünfte Verleihung (1804)
- Edward Clive, 1. Earl of Powis, 1. Baron Herbert of Chirbury (1754–1839)
- Edward Herbert, 2. Earl of Powis, 2. Baron Herbert of Chirbury (1785–1848)
- Edward Herbert, 3. Earl of Powis, 3. Baron Herbert of Chirbury (1818–1891)
- George Herbert, 4. Earl of Powis, 4. Baron Herbert of Chirbury (1862–1952)
- Edward Herbert, 5. Earl of Powis, 5. Baron Herbert of Chirbury (1889–1974)
- Christian Herbert, 6. Earl of Powis, 6. Baron Herbert of Chirbury (1904–1988)
- George Herbert, 7. Earl of Powis, 7. Baron Herbert of Chirbury (1925–1993)
- John Herbert, 8. Earl of Powis, 8. Baron Herbert of Chirbury (* 1952)

Titelerbe (Heir apparent) ist der Sohn des aktuellen Titelinhabers Jonathan Herbert, Viscount Clive (* 1979).